# Justino Muniz
Justino Muniz (Sauce de Olimar, Treinta y Tres, 5 de septiembre de 1838 – Ib., 5 de diciembre de 1914) fue un militar y caudillo uruguayo que, pese a su origen blanco, fue uno de los principales jefes del ejército gubernista colorado que combatió las revoluciones de Aparicio Saravia de 1897 y 1904.

## Biografía

### Inicio y ascenso de su carrera militar
Se forjó en las duras tareas rurales, pero en los primeros años de la década de 1850, de acuerdo a una tradición familiar (su tío, Ángel Muniz, fue un destacado caudillo), ingresó a la carrera de las armas. Luchó contra la revolución de Venancio Flores (Cruzada Libertadora de 1863) y ascendió a Teniente Segundo. En 1870 se incorporó a la Revolución de las Lanzas, siguiendo a su tío Ángel Muniz, y obtuvo allí prestigio de blanco irreductible y de poderoso lancero habituado al combate cuerpo a cuerpo. En 1872 el jefe político de Cerro Largo, Bernabé Manuel Rivera, lo designó Comisario General del departamento. Participó en la Revolución Tricolor (1875), siempre tras los pasos de Ángel Muniz y después de la derrota fue dado de baja en el Ejército y marchó al extranjero. En 1880 se le rehabilitó con el grado de teniente coronel y recuperó su cargo de comisario en Cerro Largo. En 1883, y ya transformado en un caudillo blanco de influencia, viajó a Montevideo y mantuvo una entrevista con el presidente Máximo Santos, que logró ganarse su admiración. No acompañó la Revolución del Quebracho y fue ascendido a Coronel en 1886. En 1893 el presidente Julio Herrera y Obes lo puso al mando de las fuerzas que controlaban la frontera con el Imperio de Brasil y en 1894 ascendió a General.

### Rivalidad con los Saravia
Por entonces era ya notoria su rivalidad con los Saravia, que venía de larga data y comprometía a ambas familias. Aparicio, sin embargo, en las tareas preparatorias de su movimiento de 1896 trató de atraerlo a su causa, pero un trágico acontecimiento los distanció tajantemente y para siempre. Antonio Floricio "Chiquito" Saravia (hermano de Aparicio) recibió la orden de tomar contacto con Muniz en una pulpería que frecuentaba, pero no acudió personalmente sino que mandó al Capitán Juan Sosa con gente armada. Muniz no se encontraba en el negocio, pero sí estaban dos hijos suyos, Alberto y Segundo. Al ver la fuerza de Sosa los parroquianos le atribuyeron intenciones agresivas y cerraron las puertas. Este trató de hacerles conocer su propósito pero un disparo efectuado desde el interior del comercio lo mató. Sus hombres exigieron la entrega del autor, y ante la negativa de los defensores, atacaron la pulpería y la incendiaron. La llegada de una partida de hombres de Muniz -alertados por el humo- puso en fuga a los atacantes, pero Alberto estaba herido de consideración, y Segundo, un muchacho de 16 años, había muerto ahogado por el fuego y el humo. Justino Muniz los persiguió hasta la frontera con Brasil, donde se refugiaron. Se convirtió entonces en el más decidido enemigo de la revolución que gestaba el Partido Nacional y la combatió en primera línea junto a las fuerzas del gobierno del Partido Colorado. Al estallar la Revolución de 1897 fue designado Comandante en Jefe del Ejército, y chocó con los Saravia en la batalla de Arbolito el 19 de marzo, donde después de horas de tiroteos con las bien parapetadas fuerzas blancas, desata personalmente la legendaria carga que terminó con la vida de Antonio Floricio, acompañado de su hijo Santos, quien tiene que correr detrás de él. 
Aparicio y Justino no volvieron a enfrentarse hasta el 8 de julio en la batalla de Aceguá, poco más que una escaramuza. La conducción militar de Muniz fue objeto de críticas desde sus propias filas (se le atribuyó indecisión y exceso de prudencia). Pero combatía fieramente junto al Ejército gubernista. Bajo la influencia de algunos dirigentes blancos antisaravistas –Martín Aguirre, Juan José Segundo– se sentía un defensor de la legalidad y del Partido Nacional, al que se negaba a identificar con el caudillo que odiaba («¿Ese portuguesito fanfurriña va a ser más blanco que yo?», diría sobre Aparicio Saravia).

### Muniz y la Revolución de 1904
En la Revolución de 1904, el presidente José Batlle y Ordóñez lo nombró jefe del Ejército del S (del Río Negro). Tenía entonces 66 años y arrastraba una tragedia personal profunda; a la muerte de su hijo Segundo se sumaron, entre 1897 y 1904, la de su hijo Fernando, asesinado por soldados riograndenses en un conflicto fronterizo; la de Profecto, que era su hijo favorito y que fue asesinado en un incidente familiar por su cuñado; y la de su propia hija, que después de ese crimen se refugió en Brasil y murió casi enseguida. Él mismo había sido atacado por un grupo de enemigos, en 1903, por problemas familiares y políticos, y tuvo que refugiarse un tiempo en Brasil, Los blancos lo consideraban un traidor y los colorados poco fiable. Sólo Batlle y Ordóñez parecía tenerle confianza; a él Muniz entregó su fidelidad y las energías que le quedaban. Al iniciarse la Revolución de 1904 debió huir de la región NE. Pero recibió refuerzos, formalizó su resistencia en Mansavillagra (14 de enero) e Illescas (15 de enero) y obligó a Saravia a emprender la retirada rumbo a Melo y la frontera con Brasil. En apariencia era en fin de la revolución y Muniz se quedó inactivo. Pero Saravia, en esencia un astuto guerrillero, había retornado al Uruguay por Treinta y Tres y avanzó hacia el departamento de Florida, rumbo a Montevideo. Los blancos ganaron la batalla de Fray Marcos (30 de enero) e ingresaron en Toledo y Las Piedras. Cundía el pánico en la capital, en tanto el Ejército del S estaba en el N, varado e inútil. Muniz se recobraría espectacularmente, sin embargo; enterado de las novedades emprendió la persecución de los revolucionarios, que lentamente dejaron el S del país y marcharon hacia el litoral en busca de armas. Saravia subestimó la rapidez de Muniz y no dio crédito a los informes que indicaban que venía pisándole los talones.

### Últimas acciones militares
Muniz derrotó a Saravia en la batalla de Paso del Parque (2 de marzo), recuperó las armas perdidas en Fray Marcos y justificó su prestigio, pese a que también fue cuestionado por dejar escapar a las tropas revolucionarias. Saravia llegó a Rivera, reorganizó sus maltrechas tropas, recibió armas de Brasil y reanudó la campaña, en tanto Muniz parecía incapaz de alcanzarlo y detenerlo. Tras varios fracasos, Batlle lo sustituyó por el General Pablo Galarza y lo designó comandante de un fantasmal Ejército del E, que nunca llegó a formarse. Poco tiempo después, sin embargo, la dimisión del General Manuel Benavente determinó la asunción de Muniz; sustituido por el General Eduardo Vázquez –ministro de Guerra y Marina del gobierno de Batlle–, quedó sin destino, frustrado y lleno de amargura. Vázquez se llevaría las palmas por el desbande del ejército revolucionario después de la Batalla de Masoller. En los años siguientes Muniz vivió en su estancia, dedicado a las faenas rurales, en su casa pintada de blanco y azul —colores del Partido Nacional— en los que el empleo del color rojo estaba prohibido. Fue Comandante Militar de Cerro Largo unos pocos días de 1910, ante un intento de sublevación de los blancos —que pretendían impedir la reelección presidencial de Batlle y Ordóñez en 1911—, y en 1912 fue ascendido a Teniente General. Falleció de manera abrupta, de un ataque al corazón en sus tierras de Bañado de Medina en el departamento de Cerro Largo.